# 爱薛
爱薛（直译：「依撒·克勒梅赤」；1227年—1308年），又译海薛、也薛，叙利亚景教教徒，元朝政治家。

## 生平
据考证，“爱薛”之名乃是“依撒”（Isa）一词的讹音。其家族世有贤名。1246年，叙利亚景教长老参加蒙古帝国贵由汗即位典礼时，盛赞爱薛其父的才名。蒙哥之母是景教徒，闻说之后坚请爱薛之父前来蒙古。因父亲年高体弱，爱薛遂代父入侍蒙哥一家，受到蒙哥的亲信。
忽必烈即位后，爱薛继续得到重用，在大都创立医院。他支持忽必烈实行一系列打击穆斯林的政策，也试图阻止元朝皇室对藏传佛教的信仰。
至元二十年（1283年），爱薛以译者身份出使伊儿汗国，被其王阿鲁浑留用，但是他仍然设法在两年后回到忽必烈身边。忽必烈因此更为信任他，任命其为秘书监卿，其后更让其主管帝国内基督教的信仰活动。元成宗即位后，加封为翰林学士承旨、平章政事。元武宗即位后，封其为秦国公。
1308年病逝于大都。至大元年，（1312年），元仁宗追封其为“拂林王”，谥忠献。

## 家庭
子五人：
- 也里牙，秦國公、崇福使；
- 腆合，翰林學士承旨；
- 黑冢，光祿卿；
- 闊里吉思，同知泉府院事；
- 魯合，廣惠司提舉。